# Gaspard d'Adhémar de Lantagnac
Gaspard d'Adhémar de Lantagnac, connu également avec les prénoms Gaspard-Balthazar d'Adhémar de Lantagnac, né le 3 mars 1681 dans la principauté de Monaco et mort le 7 novembre 1756 à Montréal en Nouvelle-France, était un officier des troupes de la Marine, lieutenant du roi ainsi que chevalier de l'ordre royal et militaire de Saint-Louis.

## Biographie
Gaspard d'Adhémar de Lantagnac est le fils d'Antoine d'Adhémar de Lantagnac, gouverneur de Menton pour le prince de Monaco en 1701, et de Jeanne-Antoinette de Truchy , et le petit-fils de Pierre d'Adhémar, seigneur de Cransac et d'Anne de Rigaud de Vaudreuil, sœur du gouverneur de la Nouvelle-France, Philippe de Rigaud de Vaudreuil. 
En 1702, il s’engagea dans un régiment de la maison du roi. 
En 1712, il s’embarqua pour le Canada et en 1715 devint enseigne dans les troupes de la Marine. 
Le 27 avril 1716, il est promu au rang de lieutenant.
Le 7 mars 1720, il se marie avec Geneviève-Françoise Martin de Lino, fille de Mathurin-François Martin de Lino et de Catherine Nolan, mais ce mariage déplait fortement à son grand-oncle, Philippe de Rigaud de Vaudreuil, qui ne peut s'opposer à ce mariage mais l'envoie, en 1721, en Acadie en poste à île Royale sur l'île du Cap-Breton. 
Le 23 avril 1726, il est élevé au grade de capitaine. Il est alors capitaine des gardes du gouverneur général Philippe de Rigaud de Vaudreuil.
En 1728, il crée une entreprise de fabrication de tuiles et emploie des ouvriers. Mais il devra laisser son entreprise à un confrère lors de sa nomination au fort Chambly.
En 1733, il est nommé commandant du fort Chambly, fonction qu'il assurera jusqu'en 1741. Ayant perdu sa femme peu de temps avant, il quitte son poste de fort Chambly pour s'installer à Québec.
En 1742, il est fait chevalier de l'ordre royal et militaire de Saint-Louis. 
Le 6 mars 1748, il est nommé major de Montréal et en mai 1749, il est élevé au grade de lieutenant de roi dans la même ville. C’est à ce titre qu’il remplaça en 1752 par intérim le gouverneur de Montréal, Charles III Le Moyne.
Gaspard d'Adhémar de Lantagnac mourut le 7 novembre 1756 à Montréal.

## Hommages
Une avenue a été nommée en son honneur dans l'ancienne ville de Sillery , maintenant fusionnée avec la ville de Québec, en 1984.